# Estrella d'heli
Un estel d'heli és un estel de tipus espectral O o B l'espectre de la qual mostra línies d'absorció d'heli especialment fortes, i línies d'hidrogen febles o absents Els estels d'heli extrems no presenten traces d'hidrogen, mentre que els estels d'heli mitjanes mostren línies d'hidrogen visibles però més febles que en els estels normals. La pèrdua de les capes exteriors d'hidrogen, deixant exposat el nucli d'heli, pot deure's a un fort vent estel·lar (com en els estels de Wolf-Rayet), o a la transferència de massa en un estel binari les components del qual estan molt properes (estels binaris de contacte). Els estels γ² Velorum, α Telescopii i σ Orionis I són exemples d'estels d'heli.
Així mateix, es denomina variable d'heli a un estel Bp (B peculiar) on la intensitat de les línies d'absorció d'heli varia periòdicament.